# Belgien i olympiska sommarspelen 1928
Belgien deltog med 187 deltagare vid de olympiska sommarspelen 1928 i Amsterdam. Totalt vann de en silvermedalj och två bronsmedaljer.

## Medaljer

### Silver
- Edmond Spapen - Brottning, fristil, bantamvikt.

### Brons
- Léonard Steyaert - Boxning, mellanvikt.
- Léon Flament, François de Coninck och Georges Anthony - Rodd, tvåa med styrman.